# Paracuca
Paracuca é um doce de ginguba (amendoim) de origem angolana, muito popular em Angola. A receita tradicional inclui os seguintes ingredientes: água, ginguba e açúcar.